# Kultur i Georgien
Den georgiska kulturen har utvecklats under landets långa historia. Landet har en unik kultur och ett unikt språk och alfabet.

## Alfabetet
Det georgiska alfabetet är unikt och det sägs att det uppfanns 500 år f.Kr.

## Georgiens kultur
Under lång tid (från 1700-talet och framåt), har den georgiska kulturen varit starkt påverkad av andra länder i övriga Europas kultur. Det första georgiska språket trycktes på 1620-talet i Italien. Georgiska teatern har en lång historia, den äldsta var "Sachioba"(från 300 år f.Kr till 1 700 e.Kr). Den georgiska nationalteatern grundades 1791 i Tbilisi av författaren, dramatikern och diplomaten Giorgi Avalisjvili (1769-1850). Dess ledande aktörer var Dimitri Aleksi-Meschisjvili, David Matjabeli, David Bagration, Dimitri Tjolokasjvili med flera.
I Tbilisi grundades ett kaukasiskt museum år 1845. På 1920-talet blev det Georgiens nationalmuseum. Tbilisis nationalteater för opera och balett grundades år 1851.

## Kända georgiska kulturpersonligheter

### Skådespelare
- Veriko Andzjaparidze
- Spartak Bagasjvili
- Givi Berikasjvili
- Usjangi Tjcheidze
- Ramaz Tjchikvadze
- Giorgi Gegetjkori
- Akaki Vasadze
- Iza Gigosjvili
- Vaso Godziasjvili
- Kachi Kavsadze
- Akaki Chorava
- Zurab Kipsjidze
- Zina Kverentjchiladze
- Avtandil Macharadze
- Erosi Mandzjgaladze
- Merab Ninidze
- Giorgi Sagaradze
- Guram Sagaradze
- Karlo Sakandelidze
- Sesilia Takaisjvili
- Levan Utjaneisjvili
- Buchuti Zakariadze
- Sergo Zakariadze
- Aleksandre Zjorzjoliani
- Nato Vatjnadze
- Edisjer Maghalasjvili
- Sofiko Tjiaureli

### Balettdansörer
- Nino Ananiasjvili
- Vachtang Tjabukiani
- Zurab Kikaleisjvili
- Irma Nioradze
- Vera Tsignadze

### Kompositörer
- Tengiz Amirehibi
- Sulchan Tsintsadze
- Dimitri Arakisjvili
- Vazja Azarasjvili
- Sjalva Azmaiparasjvili
- Andria Balantjivadze
- Meliton Balantjivadze
- Aleksandre Basilaia
- Gia Kantjeli
- Bidzina Kvernadze
- Giorgi Latsabidze
- Sulchan Nasidze
- Zacharia Paliasjvili
- Nicko Sulchanisjvili
- Otar Taktakisjvili
- Nodar Gabunia

### Regissörer
- Tengiz Abuladze
- Micheil Tjiaureli
- Revaz Tjcheidze
- Otar Ioseliani
- Mikheil Kobachidze
- Merab Kokotjasjvili
- Guram Meliava
- Kote Mikaberidze
- Guram Pataraia
- Eldar Sjengelaia
- Giorgi Sjengelaia
- Aleksandre Tsutsunava
- Nana Mtjedlidze
- Micheil Kalatozisjvili
- Nikoloz Sanisjvili
- Buba Chotivari
- Kartlos Chotivari

### Operasångare
- Petre Amiranasjvili
- Medea Amiranasjvili
- David Andguladze
- Nodar Andguladze
- Lado Ataneli
- Paata Burtjuladze
- David Gamrekeli
- Makvala Kasrasjvili
- Valerian Kasjakasjvili
- Aleksandre Chomeriki
- Badri Maisuradze
- Vano Saradzjisjvili
- Zurab Sotkilava
- Nino Surguladze
- Tsisana Tatisjvili
- Maia Tomadze

### Konstnärer
- Elene Achvlediani
- Sjalva Matuasjvili
- Elgudzja Berdzjenisjvili
- Micheil Bilanisjvili
- Gia Bugadze
- Giorgi Tjogosjvili
- Dimitri Eristavi
- Gigo Gabasjvili
- Vachtang Gabunia
- Lado Gudiasjvili
- Gia Gugusjvili
- Sergo Tbileli
- Natela Iankosjvili
- Edmond Kalandadze
- David Kakabadze
- Vladimer Kandelaki
- Dimitri Chachutasjvili
- Sjalva Kikodze
- Sergo Kobuladze
- Keti Matabeli
- Zurab Nizjaradze
- Niko Pirosmani
- Irakli Toidze
- Mose Toidze
- Levan Tsutskiridze
- Sjano
- Avto Varazi
- Feliks Varlamisjvili
- Tazo Chutsisjvili
- Mamuka Mikeladze
- Temo Dzjaparidze
- Aleksandre Berdisjeff

### Pianister
- Eliso Bolkvadze
- Aleksandre Korsantia
- Giorgi Latsabidze
- Medea Paniasjvili
- Alexander Toradze
- Eliso Virsaladze
- Inga Kasjakasjvili
- Giorgi Mikadze

### Författare
- Merab Eliozisjvili
- Vladimer Alpenidze
- Vasil Barnovi
- Lasja Bugadze
- Otar Tjiladze
- Tamaz Tjiladze
- Konstantine Gamsachurdia
- Levan Gotua
- Sjalva Dadiani
- Guram Dotjanasjvili
- Micheil Dzjavachisjvili
- Maka Dzjochadze
- Otia Ioseliani
- Dzjemal Kartjchadze
- Leo Kiatjeli
- David Kldiasjvili
- Vachusjti Kotetisjvili
- Niko Lordkipanidze
- Aka Mortjiladze
- Giorgi Papasjvili
- Guram Rtjeulisjvili
- Grigol Robakidze
- Avksenti Tsagareli
- Nodar Tsuleiskiri
- David Turasjvili
- Nodar Dumbadze
- David Kasradze
- Mzia Tjchetiani
- Terenti Graneli
- Bassa Dzjanikasjvili